# 貴婦人の肖像 (コレッジョ)
『貴婦人の肖像』（きふじんのしょうぞう、露: Портрет дамы、英: Portrait of a Lady）は、盛期イタリア・ ルネサンスの巨匠コレッジョが1517年ごろから1520年ごろにキャンバス上に油彩で制作した絵画で、コレッジョの数少ない肖像画のうちの1点である。かつてロレンツォ・ロットに帰属されていたが、画面左側の木の幹にある署名にもとづいてコレッジョに帰属されている。作品は、サンクトペテルブルクのエルミタージュ美術館に所蔵されている。

## 作品

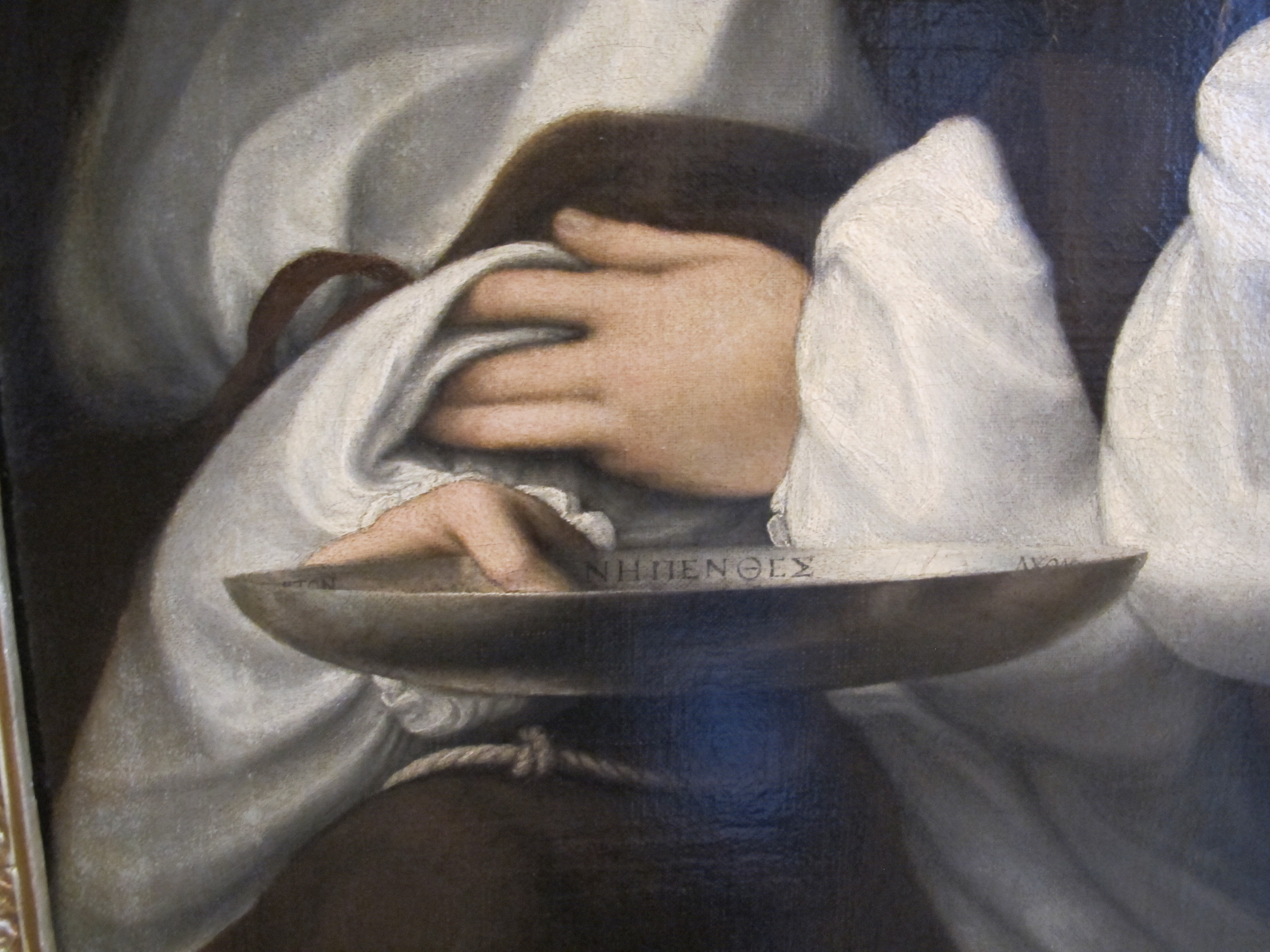
人物の手と盃

本作の初期の歴史は不明であるが、1925年以降、エルミタージュ美術館の所蔵となっている。絵画の様式は、カメラ・ディ・サン・パオロのフレスコ画と同時期の制作であることを示唆している。作品はしばしば『階段の聖母』 (パルマ国立美術館) と比較されている。
『貴婦人の肖像』は、縦が103センチ、横が87.5センチの大きな作品である。葉の茂った木 (その幹は蔦で覆われている) を背景にした女性の4分3の身体と、右側の深い青色に満たされた遠景を描いている。モデルの女性は図像の左側を向いており、顔は鑑賞者のほうに傾けられている。彼女はローカットの黒と白の衣服を纏い、精緻な髪形をブローチで留め、金色のネックレスを着けている。彼女が手にする盃の内側にはギリシア語の文字があり、それはホメロスの『オデュッセイア』からの引用「NHΠENΘΕΣ、またはネペンテス」である。この盃の下の女性の脚にはロープが見える。

## モデルの人物
描かれている女性は、ルクレツィア・ボルジア、ヘロデ・アンティパスの義理の娘サロメとも推測されてきたが、より確実なモデルは、画家の生誕の町コッレッジョの領主ジルベルト伯 (1518年没) の未亡人で、詩人であったヴェロニカ・ガンバラ (Veronica Gambara、1485-1550年) である。その理由として、彼女が着けている暗褐色の服が喪服の色であること、上述の盃に「NHΠENΘΕΣ、またはネペンテス」と書かれていること (『オデュッセイア』では、ネペンテスは「悲しみを忘れさせる薬」として用いられている) 、膝上のロープがフランシスコ会修道会第3会の象徴であることなどが挙げられる。女性の衣服、宝石、精緻な髪形は、彼女が上流階級であることを示している。 背景の月桂樹の木は彼女の詩の才能を象徴し、ネペンテスというギリシア語の文字もまた彼女が詩人であるという解釈に寄与する。蔦は彼女が結婚している (未亡人である) ことを象徴する。